# Alexia Delbreil
Pour les articles homonymes, voir Delbreil.
Alexia Delbreil est une psychiatre et médecin légiste française née en 1981. Elle travaille au CHU de Poitiers.

## Biographie
Originaire d'Agen, Alexia Delbreil se passionne pour Freud et les romans policiers dès l'âge de 15 ans. Cherchant à "comprendre les monstres", elle décide de faire sa thèse en 2011 en psychiatrie sur la mécanique des homicides conjugaux. Avec l’aval du ministère de la Justice et de la cour d’appel de Poitiers, elle va éplucher une cinquantaine d'affaires d’homicide conjugal jugées entre 1999 et 2010 par les différentes cours d’assises de la Vienne, des Deux-Sèvres, de la Charente-Maritime et de la Vendée. Ces féminicides ne seraient pas des fatalités  et répondraient à une mécanique particulière et un schéma récurrent,. "L'acte meurtrier est commis lorsque l'homme se rend à l'évidence que la séparation est irrémédiable, pour se venger de l'abandon ressenti, pour empêcher la femme d'être avec une autre personne. L'homicide est alors une réaction à la "dépossession", où l'amour laisse place à la haine. La compagne est assimilée à un objet qu'il désire être tout à lui. La vengeance et la querelle sont les motivations suivantes, le plus souvent dans un contexte où la violence et la consommation d'alcool sont courantes.»
Après avoir réalisé son internat en psychiatrie à Poitiers auprès du professeur Jean-Louis Senon, Alexia Delbreil fait de la médecine légale sa deuxième spécialité.

## Publications
- Méthodologie de l'expertise en psychiatrie, Carol Jonas, Jean-Louis Senon, Mélanie Voyer, Alexia Delbreil, Editions Dunod (2013)
- L’homicide conjugal : questions de prévention ? Alexia Delbreil, Jean-Louis Senon. Dans Le corps en lambeaux, Presses Universitaires de Rennes (2018)